# Габриела Мистрал
Лусия Годой Алкаяга (Luisa Godoy Alcayaga), с артистичен псевдоним Габриела Мистрал (на испански: Gabriela Mistral) е чилийска поетеса, учителка, дипломатка и феминистка. Тя е първата латиноамериканска носителка на Нобелова награда за литература (1945).

## Биография
Родена е във високопланинското градче Викуня в Андите на 7 април 1889 г. Родителите ѝ са учители, имат смесен (испанско-индиански) произход.
Мистрал завършва основно и средно училище в родното си село и на 16-годишна възраст става помощник учител. Страстта ѝ към учителската професия се съхранява през целия ѝ живот и по-късно тя публикува редица трудове на тази тема, които продължително време се ползват от учители, училищни администратори и ученици.
Първите си литературни текстове публикува във вестници през 1905 г. с псевдонима Габриела Мистрал, който е заимстван от личното име на италианския писател Габриеле д'Анунцио и фамилията на френския поет Фредерик Мистрал.
До 1922 г. Габриела Мистрал преподава в много училища в разни градове, като последната година е директор на най-престижната девическа гимназия в столицата Сантяго де Чиле. По време на престоя си в Темуко тя среща 16-годишния Пабло Неруда и техният контакт оказва голямо влияние върху развитието на Неруда като писател.
През 1922 г. излиза втората ѝ стихосбирка, която ѝ носи международна известност.
Между 1925 и 1934 г. Габриела Мистрал пребивава за продължителни периоди в Европа (във Франция и Италия), работейки в Организацията за интелектуално сътрудничество към Обществото на народите (ОН). Това е период, през който Мистрал активно публикува статии във вестници и списания.
През 1930 – 1931 г. Габриела Мистрал е по покана преподава испано-американска литература в Колумбийския университет в Ню Йорк и в Университета на Пуерто Рико.
В периода 1932 – 1945 г. започва дипломатическата кариера на Мистрал – служи в Италия, Испания, Бразилия и Лос Анджелис (САЩ), а през 1946 г. е представител на Чили в Комисията по правата на човека в ООН.
Габриела Мистрал никога не е била омъжена, но осиновява дете, което скоро след това умира.
Поетесата заболява от рак и умира в дома си в Ню Йорк на 10 януари 1957 г.

## Творчество
Лириката ѝ обединява испанската традиция с анимистичната образност на индианската митология. Издава поетичните сборници: „Сонети за смъртта“ (Sonetos de la Muerte, 1914 г.), „Отчаяние“ (Desolación, 1922 г.), „Нежност“ (Ternura, 1924 г.), „Сеч“ (Tala, 1938 г.), „Преса за грозде“ (Lagar, 1954 г.). През последните 10 години от живота си тя работи върху книгата си „Поема за Чили“(Poema de Chile), която е публикувана посмъртно през 1967 г. През 1945 г. Мистрал е удостоена с Нобелова награда за литература.
Някои от по-важните теми в поемите ѝ включват природата, предателството, любовта, майчината любов, тъгата и съвземането, пътуванията, както и латиноамериканската идентичност като смесица от индиански и европейски влияния.
На български Габриела Мистрал е превеждана от Георги Мицков, Атанас Далчев и Нели Константинова.

## Признание
След смъртта ѝ стиховете ѝ са преиздавани многократно.
На нейно име през 1979 г. е учредена национална награда, която през 2000 г. става интерамериканска. Носител на тази награда за 2001 г. е певецът Стинг.
На нея е наименувана държавна литературна награда на Чили.